# Tau de la Verge
Tau de la Verge (τ Virginis) és un estel de magnitud aparent +4,24 en la constel·lació de la Verge. No té nom propi habitual però en l'astronomia xinesa era coneguda, al costat de σ Virginis, com Tien Teen, «els Camps Celestials». Es troba a 225 anys llum del Sistema Solar.

## Característiques
Tau de la Verge és un estel blanc de la seqüència principal de tipus espectral A3V. La seva temperatura superficial és de 8225 K i la seva lluminositat és 73 vegades major que la del Sol. Té un radi 4,2 vegades més gran que el radi solar i gira sobre si mateix amb una velocitat de rotació projectada de 168 km/s, i el seu període de rotació és inferior a 1,3 dies. Els models teòrics permeten concloure que té una massa d'entre 2,5 i 2,6 masses solars. La seva elevada lluminositat —quatre vegades superior a la de l'estel A3V Heze (ζ Virginis)— es deu al fet que està a punt de finalitzar la fusió del seu hidrogen intern, i pot ser considerada una subgegant. Té una edat estimada de 310 milions d'anys.
El contingut metàl·lic de Tau de la Verge és inferior al solar; diverses fonts situen el seu índex de metal·licitat [Fe/H] entre -0,12 i -0,27. El comportament d'altres elements avaluats és dispar. Níquel i estronci són deficitaris en relació al Sol —l'abundància d'aquest últim és només un 5 % de la solar—, mentre que escandi i sodi són sobreabundants.

## Companya estel·lar
Tau de la Verge té un tènue company estel·lar amb una lluentor de 7,7 magnituds inferior al de l'estel primari. La seva separació visual respecte a ella és de 14,4 segons d'arc, cosa equival a una distància real entre ambdós igual o major de 990 UA.